# Eutreta coalita
Eutreta coalita es una especie de insecto del género Eutreta de la familia Tephritidae del orden Diptera.

## Historia
Blanc la describió científicamente por primera vez en el año 1979.